# Макарска
Макарска је град у Хрватској, у Сплитско-далматинској жупанији.

## Име
Сматра се да је Макарска добила име према оближњем насељу званом Макар.

## Географски положај
Макарска је смештена у средишњој Далмацији, на додиру планине Биокова и Јадранског мора. Град је седиште Макарског приморја, за које се у задње време све више користи назив Макарска ривијера, због економске трансформације тог дела Далмације.
Град Макарска заузима средишњи положај у Макарском приморју. Град од унутрашњости оштро дели планина Биоково (највиши врх "Св. Јуре", 1.762 m), а са средњодалматинским острвима Брачом и Хваром, повезује Јадранско море.
Сам град се сместио у природној луци између два полуострва (Осејава и Св. Петар). Флишна зона, између планине и мора широка је свега неколико километара, тако да ће се град ширити у дужину, дакле према истоку и западу, односно према суседним насељима Тучепима и Крвавици.

## Историја
До територијалне реорганизације у Хрватској налазила се у саставу старе општине Макарска.
Први спомен античког насеља Инарониа, као станице на обалном путу Салона — Нарона, доноси Tabula Peutingeriana у првој половини 4. века, а постојање насеља потврђују и археолошки остаци. Антички налази на полуострву Св. Петар, средишњем градском тргу, у близини фрањевачког манастира и уз Доњу луку сведоче да је данашњи град на месту некадашњег римског насеља.

### Средњи век
У актима салонитанског сабора из 533. године наводи се Mucurum као место у којем је утемељена епископија.
Током 7. века српска племена запоседају приморје од реке Цетине до Неретве. Византски цар Константин Порфирогенит, половином 10. век, у свом делу "De administrando imperio" назива их Арентанима (Неретванима), а њихову земљу Паганијом. Исти извор наводе жупанију Мокро, „која близу мора има лађе“.

### Нови век
Под данашњим именом Макарска се први пут спомиње 1502. године у документу фочанског кадије Мухамеда Мусина. У то доба Макарска је била седиште нахије Приморје и у њој су Турци држали војну и свог представника емина. Највећу пажњу посвећивали су одржавању скеле преко које се обављали трговина Турске са земљама на Јадрану. Како би град заштитили од млетачких напада, Турци су средином 16. века. утврдили Макарску с три куле повезане одбрамбеним зидинама. Њихов изглед сачуван је на графици млетачког картографа из 1572. године, што је и најстарији сачувани изглед града Макарске.
Већ 1646. године племићи и народ Крајине признали су власт Венеције, а тек 1681. године је Макарска је де факто припојена Венецији. Под стогодишњом владавином млетачког лава настајали су темељи будућег града.
Уговором из 1797. године, Макарска је припала Аустрији, да би Пожунским миром 1805. године потпала под француску власт. Француска је власт новим мерама настојала подићи ниво школства, економије и инфраструктуре. Из тог времена сачувао се обелиск подигнут у част француског маршала Огиста Мармона, који се данас налази на западном улазу у град.
Године 1838. Макарска је варош која има добро пристаниште, и у којем има 260 домова и 1700 становника.

## Становништво
На попису становништва 2011. године, град Макарска је имао 13.834 становника, од чега у самој Макарској 13.426.

### Град Макарска
| Број становника по пописима | Број становника по пописима | Број становника по пописима | Број становника по пописима | Број становника по пописима | Број становника по пописима | Број становника по пописима | Број становника по пописима | Број становника по пописима | Број становника по пописима | Број становника по пописима | Број становника по пописима | Број становника по пописима | Број становника по пописима | Број становника по пописима | Број становника по пописима |
| --------------------------- | --------------------------- | --------------------------- | --------------------------- | --------------------------- | --------------------------- | --------------------------- | --------------------------- | --------------------------- | --------------------------- | --------------------------- | --------------------------- | --------------------------- | --------------------------- | --------------------------- | --------------------------- |
| 1857.                       | 1869.                       | 1880.                       | 1890.                       | 1900.                       | 1910.                       | 1921.                       | 1931.                       | 1948.                       | 1953.                       | 1961.                       | 1971.                       | 1981.                       | 1991.                       | 2001.                       | 2011                        |
| 2.175                       | 2.331                       | 2.448                       | 2.690                       | 2.841                       | 3.138                       | 3.138                       | 3.272                       | 3.242                       | 3.497                       | 4.550                       | 7.121                       | 9.556                       | 11.958                      | 13.716                      | 13.834                      |

Напомена: Настао из старе општине Макарска.

### Макарска (насељено место)
| Број становника по пописима | Број становника по пописима | Број становника по пописима | Број становника по пописима | Број становника по пописима | Број становника по пописима | Број становника по пописима | Број становника по пописима | Број становника по пописима | Број становника по пописима | Број становника по пописима | Број становника по пописима | Број становника по пописима | Број становника по пописима | Број становника по пописима | Број становника по пописима |
| --------------------------- | --------------------------- | --------------------------- | --------------------------- | --------------------------- | --------------------------- | --------------------------- | --------------------------- | --------------------------- | --------------------------- | --------------------------- | --------------------------- | --------------------------- | --------------------------- | --------------------------- | --------------------------- |
| 1857.                       | 1869.                       | 1880.                       | 1890.                       | 1900.                       | 1910.                       | 1921.                       | 1931.                       | 1948.                       | 1953.                       | 1961.                       | 1971.                       | 1981.                       | 1991.                       | 2001.                       | 2011                        |
| 1.963                       | 2.093                       | 2.193                       | 2.379                       | 2.456                       | 2.720                       | 2.720                       | 2.834                       | 2.851                       | 3.096                       | 4.164                       | 6.845                       | 9.342                       | 11.743                      | 13.381                      | 13.426                      |

Напомена: У 1991. повећано припајањем насеља Котишина и Макар. До 1981. садржи податке за та бивша насеља.

### Попис 1991.
На попису становништва 1991. године, насељено место Макарска је имало 11.743 становника, следећег националног састава:
| \| Попис 1991. \| Попис 1991. \| Попис 1991. \| Попис 1991. \| Попис 1991. \| \| -------------- \| ------------ \| ----------- \| ----------- \| ----------- \| \| \| \| \| \| \| \| Хрвати \| Хрвати \| \| 10.129 \| 86,25% \| \| Југословени \| Југословени \| \| 486 \| 4,13% \| \| Срби \| Срби \| \| 275 \| 2,34% \| \| Муслимани \| Муслимани \| \| 127 \| 1,08% \| \| Албанци \| Албанци \| \| 60 \| 0,51% \| \| Црногорци \| Црногорци \| \| 41 \| 0,34% \| \| Словенци \| Словенци \| \| 36 \| 0,30% \| \| Мађари \| Мађари \| \| 12 \| 0,10% \| \| Македонци \| Македонци \| \| 12 \| 0,10% \| \| Чеси \| Чеси \| \| 11 \| 0,09% \| \| Немци \| Немци \| \| 9 \| 0,07% \| \| Словаци \| Словаци \| \| 7 \| 0,05% \| \| Пољаци \| Пољаци \| \| 3 \| 0,02% \| \| Руси \| Руси \| \| 3 \| 0,02% \| \| Украјинци \| Украјинци \| \| 3 \| 0,02% \| \| Италијани \| Италијани \| \| 2 \| 0,01% \| \| Русини \| Русини \| \| 2 \| 0,01% \| \| остали \| остали \| \| 14 \| 0,11% \| \| неопредељени \| неопредељени \| \| 203 \| 1,72% \| \| регион. опр. \| регион. опр. \| \| 102 \| 0,86% \| \| непознато \| непознато \| \| 206 \| 1,75% \| \| укупно: 11.743 \| \| \| \| \| |              |  |        |        |
| Попис 1991. |              |  |        |        |
| |              |  |        |        |
| Хрвати | Хрвати       |  | 10.129 | 86,25% |
| Југословени | Југословени  |  | 486    | 4,13%  |
| Срби | Срби         |  | 275    | 2,34%  |
| Муслимани | Муслимани    |  | 127    | 1,08%  |
| Албанци | Албанци      |  | 60     | 0,51%  |
| Црногорци | Црногорци    |  | 41     | 0,34%  |
| Словенци | Словенци     |  | 36     | 0,30%  |
| Мађари | Мађари       |  | 12     | 0,10%  |
| Македонци | Македонци    |  | 12     | 0,10%  |
| Чеси | Чеси         |  | 11     | 0,09%  |
| Немци | Немци        |  | 9      | 0,07%  |
| Словаци | Словаци      |  | 7      | 0,05%  |
| Пољаци | Пољаци       |  | 3      | 0,02%  |
| Руси | Руси         |  | 3      | 0,02%  |
| Украјинци | Украјинци    |  | 3      | 0,02%  |
| Италијани | Италијани    |  | 2      | 0,01%  |
| Русини | Русини       |  | 2      | 0,01%  |
| остали | остали       |  | 14     | 0,11%  |
| неопредељени | неопредељени |  | 203    | 1,72%  |
| регион. опр. | регион. опр. |  | 102    | 0,86%  |
| непознато | непознато    |  | 206    | 1,75%  |
| укупно: 11.743 |              |  |        |        |